# ليلي أوشينكلوس
ليلي أوشينكلوس (بالإنجليزية: Lily Auchincloss)‏ هي كاتِبة أمريكية، ولدت في 5 أبريل 1922 في نيوآرك في الولايات المتحدة، وتوفيت في 6 يونيو 2008 في مانهاتن في الولايات المتحدة بسبب سرطان.